# Gonzalo García
Gonzalo García Torres (Madrid, 24 de março de 2004) é um futebolista espanhol que atua como centroavante. Atualmente, joga pelo Real Madrid.

## Carreira
García passou pelas categorias de base do SEK, Club Santa Bárbara e Jarama Race, antes de ingressar na academia juvenil do Real Madrid, em 2014. Em 2018-19, Gonzalo atuou pela categoria de base do Mallorca, quando sua família se mudou para lá, antes de retornar ao Real Madrid. Em janeiro de 2022, foi promovido ao Real Madrid Castilla, e fez sua primeira partida pelo time em março de 2022. Gonzalo foi destaque da División de Honor Juvenil de Fútbol em 2022–23, onde foi o artilheiro e conquistou a tríplice coroa nacional sub-19, fazendo assim com que viesse a ser jogador permanente do Castilla.
Em 29 de agosto de 2023, García recebeu sua primeira convocação para o time principal, depois que Vinícius Júnior sofreu uma lesão. Ele foi relacionado para a lista de convocados do Real Madrid pela primeira vez para uma partida da La Liga contra o Getafe, em 2 de setembro de 2023.
Em 5 de fevereiro de 2025, García marcou seu primeiro gol pelos Los Blancos, na vitória por 3 a 2 sobre o Leganés, nas quartas de final da Copa del Rey. Gonzalo terminou a temporada com o Castilla sendo artilheiro da liga, com 25 gols, incluindo um hat-trick na vitória por 5 a 0 contra o Intercity, e dois poker-trick, sendo um na vitória por 6 a 0 contra o Mérida, e o outro na vitória por 4 a 1 contra o Algeciras. Ao marcar 25 gols durante a temporada 2024-25, Gonzalo García igualou o recorde histórico de mais gols em uma única temporada pelo Real Madrid Castilla - recorde que pertencia anteriormente a Mariano Díaz.
Em 18 de junho de 2025, García marcou no empate por 1 a 1 contra o Al-Hilal, na partida da fase de grupos da Copa do Mundo de Clubes da FIFA, que também foi o primeiro gol da equipe sob o comando do novo técnico Xabi Alonso.

## Carreira internacional
García participou de diversas categorias de base da seleção da Espanha, tendo sido convocado para integrar a seleção espanhola sub-19 no Campeonato Europeu de Sub-19 da UEFA de 2023.

## Estilo de jogo
García é um atacante versátil, que pode jogar atuar como ponta em ambos os lados, como centroavante ou como segundo atacante. Ele é uma ameaça constante em jogadas abertas e letal durante as transições. Gonzalo é um jogador físico que pode usar seu corpo para criar espaço e proteger a bola, além de ser um goleador nato, que esteve envolvido em 25% dos gols do Sub-19, quando conquistou a tríplice coroa nacional.

## Estatísticas na carreira
Atualizado até 1 de julho de 2025.
| Clube                | Temporada         | Liga               | Liga  | Liga | Copa do Rey | Copa do Rey | Outros | Outros | Total | Total |
| Clube                | Temporada         | Divisão            | Jogos | Gols | Jogos       | Gols        | Jogos  | Gols   | Jogos | Gols  |
| -------------------- | ----------------- | ------------------ | ----- | ---- | ----------- | ----------- | ------ | ------ | ----- | ----- |
| Real Madrid Castilla | 2021–22           | Primera Federación | 2     | 0    | —           | —           | —      | —      | 2     | 0     |
| Real Madrid Castilla | 2022–23           | Primera Federación | 5     | 0    | —           | —           | 3      | 0      | 8     | 0     |
| Real Madrid Castilla | 2023–24           | Primera Federación | 27    | 5    | —           | —           | —      | —      | 27    | 5     |
| Real Madrid Castilla | 2024–25           | Primera Federación | 36    | 25   | —           | —           | —      | —      | 36    | 25    |
| Real Madrid Castilla | Total             | Total              | 70    | 30   | —           | —           | 3      | 0      | 73    | 30    |
| Real Madrid          | 2023–24           | La Liga            | 2     | 0    | 0           | 0           | 0      | 0      | 2     | 0     |
| Real Madrid          | 2024–25           | La Liga            | 3     | 0    | 1           | 1           | 4      | 3      | 8     | 4     |
| Real Madrid          | Total             | Total              | 5     | 0    | 1           | 1           | 4      | 3      | 10    | 4     |
| Total na carreira    | Total na carreira | Total na carreira  | 75    | 30   | 1           | 1           | 7      | 3      | 83    | 34    |

1. Partidas nos play-offs da Primera Federación
2. Partidas no Mundial de Clubes da FIFA

## Títulos
Real Madrid
- La Liga: 2023–24[14]

### Artilharia
- Copa do Mundo de Clubes da FIFA de 2025: 4 gols